# بيرت شرير
بيرت شرير هو اسم موقع ساخر على شبكة الإنترنت، أسسها دينو اجناسيو في 30 مارس 1997، والتي عرضت بيرت، الشخصية المعروفة لدى الأطفال الأمريكيين في التلفزيون في برنامج شارع سمسم fشكل ساخر. وفي عام 1998، حصل دينو إجناسيو وووت جي رايندرز وجاسبرهلشوف بول على جائزة ويبي وجائزة بيبول فويس لأفضل موقع غريب في قصر الفنون الجميلة في سان فرانسيسكو.

## نبذة
أظهر الموقع صورًا تم التلاعب بها لشخصيات سيئة السمعة، مثل أدولف هتلر، وصدام حسين، وكيم جونغ إيل، وروبرت موغابي، وأسامة بن لادن، بالإضافة إلى تواجدهم في الأحداث، مثل اغتيال جون كنيدي،  وقصف مدينة أوكلاهوما، والذي قدم بشكل فكاهي «كدليل» على أن بيرت لم يكن مجرد شخصية تلفزيونية للأطفال الأبرياء. التقط فكاهيون آخرون ظاهرة «بيرت الشرير»، وابتكروا صورهم الخاصة، وربطوا بيرت بالفظائع الحالية والتاريخية.
في صيف عام 1998، نظرًا لشعبية موقع الويب الهائلة، أصبح الأمر مكلفًا للغاية بالنسبة لـ اجناسيو لمواصلة العمل. بدلاً من إغلاق الموقع، عرض السماح لأي شخص يرغب في نسخ موقعه الأصلي على الويب وبفرصة استضافته. ونتيجة لذلك، ظهر عشرات الناسخين، مما زاد من شعبية الموقع وظهوره.

## صورة أسامة بن لادن
استمرت النسخة الأولى، التي يحتفظ بها دينيس بوزنياك، على نفس المنوال بإضافة «دليل» جديد على شر بيرت (مثل علاقة بيرت بعائلة رامزي والقاتل المتسلسل جاك السفاح).  في نهاية عام 1998، نشر بوزنياك مساهمة مقدمة من الفكاهي جي روين، تم التلاعب بها رقميًا لتصوير الإرهابي الدولي غير المعروف نسبيًا، أسامة بن لادن،  متظاهرًا مع بيرت.
في أكتوبر 2001، رويترز نشرت صور غير متلاعب بها في الأخبار يظهر من احتجاجات حاشدة في بنغلاديش الموالية لأسامة بن لادن.  شوهد أحد المتظاهرين وهو يحمل ملصقًا كبيرًا على شكل الكولاج لبن لادن مع صورة صغيرة لبيرت على كتفه الأيمن – نشرت نفس الصورة على إحدى النسخ لبيرت في عام 1998 – الأمر الذي أثار الكثير من الارتباك والمزاح بين الجماهير الغربية. لكونهم غير ملمين بشارع سمسم، وفي دكا قد تم الطابعة من قبل مصطفى كمال نسخ مجمعة من الشبكة العالمية، وترك صورة بيرت في الكولاج له. :735
بعد نشر هذه الصورة على الأسلاك الإخبارية ، أثار أصحاب Sesame Street ، Sesame Workshop ، إمكانية رفع دعوى قضائية ضد إجناسيو. ردًا على ذلك، قام بإزالة قسم "Bert is Evil" من موقعه على الإنترنت،  :736 مشيرًا أيضًا إلى أنه لا يريد تقويض الشخصية في عيون الأطفال الذين شاهدوا شارع سمسم . قال: «إنني أفعل هذا لأنني أشعر أن هذا أصبح قريبًا جدًا من الواقع».
منذ أن تم نشر الصورة الأصلية لبيرت مع أسامة على نسخة دينيس بوزنياك، فقد تعرض هو الآخر للقصف من قبل وسائل الإعلام الدولية التي تسعى لإجراء مقابلات. نتيجة لكل هذا الاهتمام، أغلق بوزنياك نسخته أيضًا.

## روابط خارجية
- Bert Is Evil! at اعرف ميمك [الإنجليزية]
- Internet Superstar interview with Martin Sargent – from Revision3 August 2008
- The Muppets Take Bangladesh – from Old Wide Web Podcast March 2011
- Bertsama bin Laden humor
- The Original Bert is Evil at Archive.org
- Bert is Evil على مشروع الدليل المفتوح